# Luis Marcelino Pereira
Luis Marcelino Pereira (San Andrés de Illobre, Vedra 1754 – Madrid, 1811), jurista, catedrático de Matemáticas e ilustrado gallego.

## Biografía
Nació en la parroquia de San Andrés de Illobre (situada en el actual municipio de Vedra, y en la comarca natural de A Ulla, próxima a Santiago de Compostela), en abril de 1754 en el seno de una familia hidalga. Su padre era Don Luis Vicente Pereira e Moscoso, regidor perpetuo de Santiago de Compostela, que había ocupado una cátedra de Artes. Su formación tuvo lugar en la Universidad de Compostela, donde asistió a clases de filosofía (1764-1767) y de derecho (1767-1770). En 1771 solicitó el grado de bachiller en Leyes, título que le permitió actuar en los tribunales. En 1772 se graduó en Artes y en 1775 obtuvo en la citada facultad los títulos de licenciado y maestro.
Tras la reforma de los planos de estudio de 1772, enseña matemáticas en la Universidad de Santiago, primero como sustituto y, desde 1774, como catedrático. Entre 1776-1780 reside en la Corte española, dedicado a la práctica de abogacía, pues en 1776 fue recibido en el colegio de abogados de Madrid y en 1779 es nombrado “Abogado de los Reales Consejos”. Hasta 1792, año en que se trasladó a Valladolid, desarrolló su labor como profesor universitario, aunque en aquella época, las Matemáticas, junto con la Física Experimental eran consideradas materias “extravagantes” de la Facultad menor de Artes, introducidas muy recientemente y que apenas cursaban más allá de 2-4 alumnos por año. Aunque Pereira intentó que los estudios de Matemáticas se convirtieran en obligatorios, hasta comienzos del siglo XIX continuó siendo una materia minoritaria.
Además de su labor universitaria, en la década de 1780 Luis Marcelino Pereira tuvo un papel fundamental en la fundación de la Sociedad Económica de Santiago y en la edición del periódico El Censor. Participó activamente junto con Pedro Antonio Sánchez, Antonio Páramo y Somoza y otros intelectuales gallegos, en los comienzos de la Sociedad Económica de Santiago, de la que fue secretario entre 1784 y 1793. En el ámbito de la economía impulsó varios proyectos, como uno presentado en 1785 para que la Sociedad patrocinase el establecimiento de la cátedra de Economía Civil en la Universidad, para la cual se ofreció como profesor. También redactó un breve texto en la que atacó la comunidad de pastos y una “Memoria sobre la utilidad o prejuicios de la introducción de linos y cáñamos en Galicia”, en el contexto de los debates que por aquel entonces tenían lugar en el seno de diversas instituciones rurales gallegas, sobre la industria textil rural y sus problemas.
En 1781 funda junto al abogado granadino Luis María del Cañuelo el periódico El Censor, en el que quedan de manifiesto las convicciones de Pereira de que la España de la época necesitaba profundas reformas. El Censor, que tenía una periodicidad semanal, se publicó entre 1781 y 1787 y sus páginas se caracterizaban por presentar una actitud crítica social. Se trataba de una publicación de influencia enciclopedista, liberal, regalista y jansenista, que se atrevió a cuestionar políticas y principios legislativos y religiosos y a realizar una crítica social y profunda de las instituciones, al mismo tiempo que cuestionaba la estructura estamental de la sociedad. Si bien la autoría de buena parte de los artículos incluidos en el periódico fueron atribuidos a Cañuelo, ya que Pereira residía entonces en Santiago, ocupado en su cátedra y desde 1784 también en la Sociedad Económica, sin embargo es seguro que Luis Marcelino Pereira escribió, o en todo caso, inspiró alguna colaboración; además con certeza debía estar de acuerdo con la línea editorial del periódico. No resulta una coincidencia que varios de los “Discursos” incluidos en el semanario parezcan estar relacionados con proyectos que por aquel entonces apoyaba el grupo de intelectuales capitaneados por Páramo e Somoza que se reunía en el Real Hospital.
Durante la etapa en que simultaneaba sus labores de catedrático de Matemáticas en Santiago de Compostela, de secretario de la Sociedad Económica compostelana y de editor de El Censor, escribe las
Reflexiones sobre la Ley Agraria, de que se está tratando en el consejo (Madrid, 1788), donde ofrece muestras de su liberalismo económico. Pereira escribe el texto (posiblemente entre 1786 y 1787) a modo de comentario a la Idea de la Ley Agraria Española, que había publicado en 1786 el magistrado valenciano Manuel Sisternes i Feliu. Aunque Pereira está de acuerdo con varias de las propuestas de Manuel Sisternes, es más extremista en su defensa de los derechos de propiedad y la libertad de los propietarios de la tierra para cultivarla o dejarla yerma, hasta el punto de que llega a afirmar que “cualquier disminución en la propiedad es el estorbo más terrible que puede oponerse a los progresos en la agricultura, así como de todo género de industria”. Además, Pereira, que era un profundo conocedor de la situación de Galicia, en sus “Reflexiones…” hace una defensa de la libertad de contratos, así como de la abolición de los obstáculos legales. Se muestra contrario a los mayorazgos, a la amortización y a las vinculaciones, mientras que defiende la libre circulación de tierras y el reparto de los montes comunales. Concretamente, sobre el tema de los montes, si Sisternes proponía la repartición de baldíos y concejíos mediante contratos enfitéuticos con rentas proporcionales, por su parte, Pereira estimaba que debían venderse, sin poner límite al número de fanegas que cada uno pudiese adquirir. Tampoco se muestra partidario Pereira de la creación de juntas ejecutoras para poner en práctica la Ley agraria, pues en su opinión, sus funciones podían asumirlas sin mayores problemas las Sociedades Económicas de Amigos del País. Aunque no aparecen citadas de forma expresa, es muy probable que las “Reflexiones” de Luis Marcelino Pereira sirvan, junto con otra serie de reflexiones agrarias de sus contemporáneos (Campomanes, Olavide, Castro, Cabarrús, Sisternes, Floridablanca) como fuente de influencia para la elaboración del informe de Ley Agraria de Jovellanos.
En 1792 Luis Marcelino Pereira deja la cátedra compostelana para ocupar una plaza de alcalde del crimen de la “Sala de Hijosdalgo” de la Cancillería de Valladolid. Durante su estancia en Valladolid escribe unas Ordenanzas de la Casa Galera de Valladolid. Posteriormente, en 1797 ascendió a oidor de este tribunal y a comienzos de 1799 fue nombrado corregidor del señorío de Vizcaya. A continuación desempeñaría otros cargos en Madrid: en 1802 de comisionado para la venta de terrenos de Obras Pías, memorias y demás ramos afectados por la llamada “Desamortización de Godoy” y en 1804 de supernumerario en la “Sala de Alcaldes de la Real Casa y Corte”.
La coyuntura política de 1808-1811 permitió a Pereira manifestar su ideología contraria a las estructuras del Antiguo Régimen. Su posición a favor de los afrancesados le permitió ocupar puestos destacados, en los que se valoraron sus capacidades de jurista y político. Trabajó activamente en la redacción del Estatuto de Bayona y fue uno de sus firmantes. En abril de 1809 la Junta Central le declaró traidor y confiscó sus bienes. Por su adhesión José I le nombró Caballero de la Orden Real de España en octubre de 1809, Consejero de Estado en noviembre de 1809 y Comisario Regio en Granada de mayo a noviembre de 1810.
Luis Marcelino Pereira, al que se puede considerar como integrante de la segunda generación de ilustrados, junto con miembros tan relevantes como Jovellanos, fallece el 30 de abril de 1811, con lo que se salvó así de una segura represalia por parte de la reacción absolutista y por el apoyo que Pereira había prestado al nuevo régimen desempeñando cargos de alta responsabilidad.